# Историјски архив Бела Црква
Историјски архив Бела Црква је установа културе од општег значаја, врши заштиту, сређивање и обраду архивске грађе Беле Цркве и њено презентовање. Његова надлежност обухвата општине Вршац, Пландиште и Белу Цркву.

## Историја
Историјски архив Бела Црква је основан 12. јула 1946. године као одељење Градског музеја Вршац а као самостални Државно-историјски архив са седиштем у Белој Цркви ради од 26. новембра 1956. године. на основу Одлуке Повереништва за просвету Главног извршног одбора Народне скупштине Аутономне Покрајне Војводине, Смештен је у згради некадашњег хотела Димитрија Поповића „Код грозда” подигнутог 1862. године на месту раније гостионице. У згради се у међуратном периоду налазио старачки дом, а од 26. новембра 1956. у њој је смештен Историјски архив. Године 1966. мења назив у Историјски архив Бела Црква, а наредне је постао међуопштинска установа. Крајем јула 1992. године, Влада Републике Србије је постала оснивач архива на основу одредби Закона о делатностима од општег интереса у области културе. Територијална надлежност архива обухвата територију три општине Бела Црква, Вршац и Пландиште која је утврђена посебним актом. Историјски архив има 654 фонда, два лична фонда и 33 збирке, 253 дигитализоване књиге рођених, венчаних и умрлих на српском, мађарском, немачком и руском језику, а граничне године су 1723—2006. Најстарије су римокатоличке матичне књиге из Вршца из 1723. године, а најзначајнији је фонд Беле Цркве са уређеним сенатом у периоду од 1786. до 1918. Архив поседују и библиотеку са око 4000 књига и девет запослених радника. Укупна количина архивске грађе која се чува у архиву износи 2656 метара дужних, док се на терену налази око 18.000 метара дужних грађе. Архивска грађа је смештена у седамнаест опремљених и уређених депоа чија површина износи 650 метара квадратних, а поједини фондови од изузетног значаја се налазе у поступку дигитализације. Изложбена сала Историјског архива је стављена у функцију крајем 2006. године, чиме се стварају услови за почетак изложбене активности Архива.